# Поезія
Пое́зія (грец. ποίησις — «творчість» від ποιέω — «роблю», «творю») — художньо-образна словесна творчість, в якій мова використовується з естетичною чи знаково-символічною (евокативною) метою окрім або замість самої денотації. У поетичному тексті головна роль зазвичай відводиться формі висловлювання. Поезія є мовним мистецтвом, яке передбачає максимальне використання мовних засобів, а також творення нових поетичних образів, тобто нових семантичних зв'язків між мовними одиницями шляхом метафоризації чи метонімізації тексту.
Термін вживається у багатьох значеннях. Поезія зазвичай протиставляється прозі. Часто поезія поєднується з іншими видами мистецтва, тоді виникають проміжні жанри на кшталт поетичного епосу, поетичної драми, поезії в прозі.
1999 року ухвалою 30-ї сесії ЮНЕСКО встановлено Всесвітній день поезії, який відзначається щороку (починаючи з 2000) 21 березня.

## Багатозначність терміна
Розмежування словесної творчості на прозову й поетичну запропонував Аристотель. Він протиставляв простий і метризований різновиди письма. У поетиках Давнього Риму це розмежування було поглиблене: віршова мова (лат. versa oratio) протиставлялася простій мові (лат. prosa oratio). До віршової мови зараховували епос, лірику і драму. До простої — оповідну, ораторську мову та філософську прозу.
Термін поезія позначає насамперед мистецтво слова (включаючи й фольклор), виповнене енергією «аристократизму духу», або, як пише Ліна Костенко:
Поезія — це завжди неповторність,
Якийсь безсмертний дотик до душі.
У вужчому розумінні поезія — ритмічно організоване мовлення, що постало на основі конкретно-історичної версифікаційної системи і є відмінним від прози.
Подеколи цим поняттям означають віршовані твори певного автора, нації чи епохи.
Вживається воно і в переносному значенні як чарівність, привабливість. Так можна вести мову про «поезію певного моменту», про «поетичну натуру», «поетичний фільм», маючи на увазі, що явище чи предмет, названий поетичним, виходить за рамки буденності й чинить певний вплив, що нагадує вплив поетичного тексту.
У певних контекстах поезія може виступати синонімом загалом всієї художньої літератури.
За Юрієм Ковалівим смислове навантаження терміна поезія конкретніше, видове у порівнянні з родовим терміном «лірика». Вони дуже близькі між собою, але не тотожні. В історії письменства траплялося, коли літературні роди — епос, драма, а не тільки лірика — містили в собі як віршовані, так і прозові твори. Так, епос на ранніх етапах розвитку літератури найчастіше був віршованим (античні епопеї, середньовічні пісні про героїчні подвиги, києво-руські билини, українські думи та ін.), так само драматичні твори Вільяма Шекспіра, Лесі Українки, Івана Кочерги та ін. мали іноді віршовану форму.

## Особливість поетичної мови
На думку літературознавця Юрія Коваліва, поезія зазвичай спирається на ірраціональність світосприйняття, відрізняючись таким чином від логічних структур, потребує певної недомовленості (пор. Герметизм (поезія)). Проте надмір недомовленості, на думку Едгара По (Філософія творчості), може завдати поезії шкоди. Натомість для прози характерний виразний логічний компонент, що посилює раціональність прозового наративу й орієнтується здебільшого на прояснену однозначність вислову. Поетична мова схильна до мальовничості, колористики, наближаючись у цьому до малярства. Найближчим мистецтвом до поезії вважається музика. Сама метрика була спершу складовою музичної теорії й не належала до поетики, тоді як зараз деякі терміни з теорії музики й поезії є спільними.
Поезія проявляє свою мистецьку автономію, витворюючи «другу реальність», пов'язану з довколишнім світом багатьма асоціативними каналами. Тому спроби одностороннього узалежнення її від зовнішньої дійсності, перетворення на засіб маніпулювання позаестетичних систем (політики, ідеології, релігії тощо) призводять до дискредитації сутності цього мистецтва. Оперта, як правило, на ірраціональні принципи світобачення, поезія відмінна від логічних структур. Цим вона різниться від прози з її виразним логічним компонентом, котрий посилює частку раціональних ознак у романі чи повісті.

## Історія поезії
На думку фахівців, поезія як форма мистецтва передувала писемності. Найбільш раннім поетичним текстом, що зберігся до сьогодні, є «Епос про Гільгамеша», або поема «Про того, хто все бачив» (Ša nagba imuru). Поема створена у XXII столітті до н. е. в Стародавньому Шумері. Найдавніші поетичні тексти часто походили або з народно-пісенної традиції, такими були, наприклад, китайські пісні Ші цзін, упорядковані в XI—VI ст. до н. е., або з усної епічної традиції, до якої належать давньоіндійські Веди (II—I тис. до н. е.), авестійські Гати та Гомерівський епос (Іліада, Одісея). Ранні епоси складалися в поетичній формі з метою їхнього кращого запам'ятовування та усної передачі. Поетичні тексти належать до найдавніших епіграфічних пам'яток, що дійшли до нас у формі фрагментів, викарбуваних на камені. Шумерські пам'ятки, написані клинописом, збереглися на глиняних табличках, пізніші версії були написані на папірусі. Серед ранніх поетичних текстів слід ще згадати давньоєгипетські гімни та любовну лірику, а також корпус старозавітних текстів.
Ритміко-інтонаційні особливості звукової артикуляції вважають джерелом як мовлення, так і співу. У фольклорі синкретизм вокалу й мовлення призвів до створення віршованих форм, які спершу завжди виконувалися в музичному супроводі. Такою була творчість аедів, бардів, трубадурів, труверів, акинів, кобзарів, що були водночас поетами й музикантами. В Античній літературі розрізняли дифірамбічний, рапсодичний та анакреонтичний різновиди поезії. Вважається, що у французькій середньовічній повісті Окасен і Ніколет прозові фрагменти оповідалися, а віршовані співалися. Подібне розмежування поетичного й прозового відбулося і в католицькій літургії, натомість православна літургія досі зберігає свій пісенний характер. Розмежування вірша й музики було започатковане в античну епоху й остаточно визнане в XIV столітті. Поетичні тексти вперше набули цілковитої автономії в таких європейських авторів, як Данте Аліґ'єрі, Франческо Петрарка, Торквато Тассо, П'єр де Ронсар.

## Елементи поезії
- Версифікація — система організації поетичного мовлення.
- Метрика — система віршованих розмірів.
- Строфіка — внутрішня структура строфи як ритмічно-інтонаційної цілості.
- Акцентуація — система наголошення в поетичному тексті.
- Інтонація — сукупність мелодики, ритму, темпу, інтенсивності, акцентних буд, тембру і інших просодичних елементів поетичної мови.

Діяльність елементарних поетичних форм ширше простого пожвавлення наочності слова: відновлюючи його значення, думка вносить в нього новий зміст; алегоричний елемент ускладнює його, і воно робиться не тільки відображенням, а й знаряддям руху думки. Цього значення абсолютно не мають «фігури» мови, вся роль яких полягає в тому, що вони надають мові виразності. «Образ, — визначає Рудольф Готшалль, — випливає з інтуїції поета, фігура — з його пафосу; це — схема, в яку вкладається готова думка».

## Основні жанри
- Акровірш — вірш, в якому перші літери кожного рядка, прочитувані згори вниз, утворюють слово або речення, найчастіше — ім'я того, кому присвячується акровірш.
- Альба — поетичний жанр провансальських трубадурів, ранкова пісня.
- Балада — жанр ліро-епічної поезії фантастичного, історико-героїчного або соціально-побутового характеру з драматичним сюжетом.
- Верлібр — вільний вірш, неримований нерівнонаголошений віршорядок (і вірш як жанр),
- Дума — жанр суто українського речитативного народного та героїчного ліричного епосу (проміжне положення між епосом і поезією).
- Елегія — один із жанрів лірики медитативного, меланхолійного, часом журливого змісту.
- Епіграма — жанр сатиричної поезії дотепного, дошкульного змісту з несподіваною, градаційно завершеною кінцівкою (пуантом).
- Газель — ліричний вірш, що складається не менше як з трьох, не більше як з дванадцяти бейтів (двовіршів), пов'язаних наскрізною моноримою кожного другого рядка (крім першого бейта з парним римуванням) за схемою метричної основи аруза: аа, ба, ва, га тощо
- Хайку — жанр японської ліричної поезії, трирядковий неримований вірш на основі першої півстрофи танка, що складається з 17 складів (5–7–5) і відрізняється простотою поетичної мови, свободою викладу.
- Гімн як жанрова форма поезії еволюціонував з культових пісень, завершуваних молитвою до культового божества
- Ідилія — одна з основних форм буколіки, невеликий, переважно віршовий твір, в якому поетизується сільське життя.
- Канцона — одна з форм середньовічної лірики, що походить від кансони трубадурів Провансу: пісня про лицарську любов, пов'язана з культом дами.
- Мадригал — світський літературний та музично-поетичний пісенний жанр епохи Відродження.
- Ода — жанр лірики, вірш, що виражає піднесені почуття, викликані важливими історичними подіями, діяльністю історичних осіб.
- Пастурель — різновид кансони, пісня-оповідь про зустріч ліричного героя (як правило, лицаря) з пастушкою (pastoure).
- Пісня — усамостійнений ліричний жанр, що походить від пісні, як музичного жанру
- Поема — як правило великий за обсягом ліричний, епічний, ліро-епічний твір, переважно віршований, у якому зображені значні події і яскраві характери.
- Романс — невеликий за обсягом вірш та музичний твір для сольного співу з інструментальним акомпанементом.
- Рондо — назва ліричного жанру зі строгою строфічною організацією, який виник у середньовічній французькій поезії.
- Рубаї — чотиривірш, як правило, філософського змісту за схемою римування: ааба чи аааа (різновид монорими).
- Серенада — лірична вітальна пісня, поширена в Італії та Іспанії.
- Сільва — жанр оказійної поезії, поширений у римській літературі перших століть нашої ери.
- Сірвента — один з найважливіших жанрів поезії трубадурів XII—XIII ст. Формою нагадувала любовну кансону.
- Сонет — ліричний вірш, що складається з чотирнадцяти рядків п'ятистопного або шестистопного ямба, власне, двох чотиривіршів (катрени) з перехресним римуванням та двох тривіршів (терцети) з усталеною схемою римування: абаб, абаб, ввд, еед або (рідше) перехресною абаб, абаб, вде, вде чи абаб, абаб, ввд, еед тощо.
- Станси
- Танка — п'ятивірш, що складається із чергування п'яти- та семискладових рядків (5—7—5—7—7). Заключні, завершальні рядки танка називаються аґеку.
- Тріолет — восьмивірш за схемою римування на дві рими: абааабаб.
- Шарада — різновид версифікаційної гри, котрий полягає у відгадуванні закодованих слів чи виразів, сприяючи розвитку інтелекту та активізації мовного поля під незвичним, асоціативним кутом зору.

## Форми
- Наративна поезія
- Епічна поезія
- Драматична поезія
- Сатирична поезія
- Лірична поезія
- Поезія прозою
- Спекулятивна поезія
- Українська поезія
- Ліро-епічна поезія